# Малаков, Илья Сергеевич
Илья Сергеевич Малаков (род. 2 октября 1990 года, с. Новосёлки) — российский актёр. Известность ему принесла роль Евпатия Коловрата в фильме «Легенда о Коловрате». 27 января 2022 года в прокат вышел фильм «Мария. Спасти Москву» режиссера Веры Сторожевой, в которой актер сыграл одну из ключевых ролей.

## Биография
Родился 2 октября 1990 года в селе Новосёлки Рязанского района Рязанской области, расположенном на самом берегу реки Оки. Там прошло его детство и юность. В школьные годы занимался греко-римской борьбой.
После окончания школы поступил в институт иностранных языков Рязанского государственного университета имени С. А. Есенина на отделение «информатики и английского языка».
Переехав в Москву, Илья поступил во Всероссийский государственный институт кинематографии имени С. А. Герасимова (мастерская А. Я. Михайлова). На первом курсе он познакомился с Сергеем Безруковым, который в то время проводил кастинг на спектакль «Моя прекрасная и несчастная леди». Именно Безруков отметил талант молодого актёра и в 2014 году пригласил его в труппу Московского губернского театра, где он проработал до 2022 года. Также в 2012—2015 годах Илья был педагогом-хореографом в продюсерском центре «Эколь» и театре Бориса Грачевского «Ералаш».
Илья дебютировал в кино в 2013 году. В 2014 году сыграл роль Егора в телесериале «Корабль». Затем снялся в картинах: «Гвоздь», «Повелители снов», «Сельский учитель». В 2017 году вышел фильм «Легенда о Коловрате», в котором Илья сыграл главную роль.
В январе 2022 года в прокат выходит фильм «Мария. Спасти Москву» режиссера Веры Сторожевой, в которой актер сыграл одну из ключевых ролей.
С 2022 года — актёр Театра сатиры.

## Театральные работы

### Театр Сергея Безрукова
- Фредди — «Моя прекрасная и несчастная леди» (2013)

### Московский губернский театр
- Калигула — «Калигула» (2017)[14][15][16]
- Родольфо — «Вид с моста»
- Пашка — «Слон»
- Витя — «Весёлый солдат» (2016)[17]
- Джим Хокинс — «Остров сокровищ»
- Маугли — «Книга джунглей. Маугли»
- Близнец — «Кентервильское привидение»
- Гвардеец / Маркиз — «Сирано де Бержерак»

## Фильмография
| Год       |     | Название             | Роль                       |
| --------- | --- | -------------------- | -------------------------- |
| 2013      | кор | Запутанная история   | парень                     |
| 2014—2015 | с   | Корабль              | Егор, парень Светы         |
| 2014      | ф   | Гвоздь               | Имя персонажа не указано   |
| 2015      | ф   | Повелители снов      | Гриша                      |
| 2015      | ф   | Сельский учитель     | Николай Агафонов           |
| 2016      | ф   | Партия               | Имя персонажа не указано   |
| 2017      | ф   | Легенда о Коловрате  | Евпатий Коловрат           |
| 2018      | с   | Большая игра         | Лёша Гришин                |
| 2018      | ф   | Лили                 | Имя персонажа не указано   |
| 2018      | ф   | Операция Мухаббат    | Митя Савельев              |
| 2018      | ф   | Чужая жизнь          | Сергей                     |
| 2020      | с   | Под прикрытием       | Ян Шамрай                  |
| 2020      | с   | СССР                 | Сергей Погорельцев         |
| 2022      | ф   | Мария. Спасти Москву | сержант                    |
| 2022      | с   | Янычар               | Алёха Кречет               |
| 2022      | с   | Право на свободу     | Антон Елецкий, программист |
| 2022      | с   | Лихорадка            | Жданов                     |